# Trachylepis maculilabris
Espèce
Synonymes
- Euprepis maculilabris Gray, 1845
- Mabuya maculilabris (Gray, 1845)
- Euprepes notabilis Peters, 1879
- Mabuya maculilabris comorensis Loveridge, 1953
- Mabuya maculilabris major Sternfeld, 1912
- Mabuya maculilabris var. kwidkwiensis Sternfeld, 1912
- Mabuya maculilabris var. wauensis Sternfeld, 1912
- Mabuya maculilabris var. schubotzi Sternfeld, 1912
- Mabuya maculilabris var. graueri Sternfeld, 1912
- Mabuya maculilabris var. rohrbecki Sternfeld, 1912
- Mabuya maculilabris var. bergeri Sternfeld, 1912

Trachylepis maculilabris est une espèce de sauriens de la famille des Scincidae.

## Répartition
Cette espèce se rencontre en Angola, au Gabon, en Guinée équatoriale, au Cameroun, au Nigeria, au Togo, au Bénin, au Ghana, en Côte d'Ivoire, au Liberia, en République centrafricaine, en République démocratique du Congo, au Kenya, au Malawi, au Mozambique, en Tanzanie, en Ouganda, en Zambie, au Zimbabwe, en Éthiopie, en Somalie, au Soudan, au Soudan du Sud, à Sao Tomé-et-Principe, sur l'île de Pemba, sur l'île de Nosy Tanikely et sur l'île Europa.

## Taxinomie
Les sous-espèces Trachylepis maculilabris albotaeniata et Trachylepis maculilabris casuarinae ont été élevées au rang d'espèce par .

## Publication originale
- Gray, 1845 : Catalogue of the specimens of lizards in the collection of the British Museum, p. 1-289 (texte intégral).